# Julus insignis
Julus insignis är en mångfotingart som beskrevs av Henri Saussure 1860. Julus insignis ingår i släktet Julus och familjen kejsardubbelfotingar. Inga underarter finns listade i Catalogue of Life.